# Дачное (Северо-Казахстанская область)
Дачное (каз. Дачное) — село в Мамлютском районе Северо-Казахстанской области Казахстана. Входит в состав Ленинского сельского округа. Код КАТО — 595245200.

## Население
В 1999 году население села составляло 149 человек (70 мужчин и 79 женщин). По данным переписи 2009 года, в селе проживало 90 человек (51 мужчина и 39 женщин).